# Кенан
Кенан (хебр. קֵינָן) је био предпотопски јеврејски патријарх, поменут у књизи Старог завета.
Кенан је био најстарији син Еноса, унук Сета и праунук Адама и Еве. Рођен је око 3435. п. н. е. (у 325. после стварања света). Умро у доби од 910 година , око 2525. п. н. е. (у 1235. после стварања света). Био је и духовни наследник Еноха. Кенанов је унук био Јеред.
У Библији се помиње на више места:
"Кад је Еноху било деведесет година, роди му се Кенан."
"Кад је Кенану било седамдесет година, роди му се Махалалел. По рођењу Махалалелову, Кенан је живио осам стотина и четрдесет година те му се родило још синова и кћери. Кенан поживје у свему девет стотина и десет година. Потом умрије." 
Јеванђелиста Лука помиње га у генеаологији Исуса Христа (Лука II, 37), као једног од оснивача Месијанске лозе.